# Манастир Конче
Манастир Конче је српски средњовековни православни манастир у селу Конче, око 20 km јужно од Радовиша, у подножју планине Конче. Манастирска црква је посвећена Светом архиђакону Стефану.

## Историја
Манастир са црквом је подигао велики војвода Никола Стањевић 1366. године. На његову молбу, цар Урош је маја 1366. године цркву у Кончи потврдио манастиру Хиландару. Заједно са црквом, Хиландар је добио више од 14 села. Овај посед састојао се од војводине баштине, купљеница и крчевина на које је војвода населио отроке. Метох манастира захватао је већу површину од метоха Архиљевице, што сведочи о снази Николе Стањевића. Он је Кончом обдарио Хиландар на самом крају своје каријере, када се по свој прилици и сам повукао у манастир. У овој цркви је последње године свог живота провела Катарина Бранковић Кантакузина, ћерка српског деспота Ђурђа Бранковића, где је и сахрањена.

## Архитектура
Основа у облику правоугаоника дужом страном је постављена у правцу запад-исток. На западној страни је улаз у цркву, на источној олтарски простор. На средини храма је купола постављена на четири зидана ступца. Апсида главног, средњег дела олтара изнутра је у облику полукруга чији је пречник незнатно краћи од пречника куполе, док је апсида споља петострана. Простор храма изграђен је у основи у облику симетрије у подужном и попречном смислу. У средини је квадар изнад кога је купола, источно и западно поље су готово једнаких дужина, а потпуно су једнаке бочне стране, према општем обичају код цркава уписаног крста. Горњу конструкцију чине сводови, купола полукалота олтарске апсиде. Купола изнутра има кружну основу, а споља је имала осмострани тамбур. Належе на полуобличасте сводове, подужно и попречно постављене. Особеност горње конструкције храма представљају четири угаона свода који су полуобличастог облика, постављени управно на подужну осовину грађевине, паралелни су са поткуполним бочним сводовима.
Црква је током времена доживела низ преправки. Данас са западне стране има дозидану припрату са тремом, док је са северне стране уз припрату дозидана звонара. Видљиви горњи део западне фасаде има у целини видљиву бифору. Поједини делови ове фасаде задржали су слој малтера, па се може закључити да је и видљиви део западне фасаде био покривен малтером. На унутрашњој страни зида налази се оригиналан слој малтера са фрескама. Целокупна прозорска конструкција уоквирена је композицијом насатично постављене опеке. Јужна фасада је сачувала своје основне облике, средњу велику слепу аркаду, на челу попречног крака крста и две бочне аркаде. Већи део фасаде покривен је малтером, бело окречен. При врху двеју бочних аркада сачували су се карактеристични уски средњовековни прозори. Основни материјал за грађење зида је камен, жућкастосиве боје са структуром у виду слојева. У доњим деловима се виде неправилни крупнији блокови, међу којима се сасвим ретко појављују фрагментоване или целе опеке искоришћене ради попуњавања празнина између камена.
Код источне фасаде простори ђаконикона и проскомидије нису добили споља видљиве апсиде. Олтарска апсида врло је велика, има споља висину грађевине и петострана је. Северна фасада, као и јужна, подељена је двоструким слепим аркадама у три зоне. Средња највиша слепа аркада завршава северни лук попречног крака крста у своду. Изнад слепе аркаде, од њене осе ка истоку као и на самом крају испод крова ка западу виде се остаци тестерасто постављене опеке. У врху, изнад аркаде су три прозорска отвора, много ниже касније је пробијен велики прозор. Зидано је каменом у крупним комадима, повезаним дебелим слојевима малтера, опека је ретко коришћена.
Основне мере су симетричне. Спољне дужине храма износе 1.134 цм (северна страна) и 1.130 цм (јужна страна). Пажљиво су нацртане и изведене украсне аркаде на бочним фасадама. Њихове дужине на северној фасади износе 219, 290 и 221 цм, а на јужној фасади 220, 287 и 215 цм. Основна јединица мере, судећи по карактеристичним дужинама на грађевини, је нешто већа од 30 цм.
Од некадашњег манастирског комплекса данас су сачувани манастирска црква, нартекс и отворени трем западно од цркве, подигнут у новије време. Од старих руинираних манастирских конака, данас су видљиви само остаци зидова. На северној страни цркве налазе се остаци некадашње средњовековне пирг-куполе, која је штитила манастир од злих људи. Стубови под куполом су покривени фрескама. На североисточном стубу, поред иконостаса, налази се добро сачувани лик Богородице са Христом, коју надлеће анђео са крстом у рукама. На југозападном стубу је фреска Светог Архангела Гаврила, а на северној страни истог стуба фреска Архангела Михаила, као војника.
Фреско-живопис у горњим зонама је потпуно уништен. На основу неких мишљења, фреске у цркви потичу из 1371. године, а иконе и иконостас су дело сликара Димитра Папрадишког из Папрадишта и Косте Вангелова из Штипа.

## Галерија
- Црква Светог Стефана
- Звоник и манастирска црква
- Некадашња пирг-купола
- Конак
- Унутрашњост манастира
- Иконостас манастира